# RPG-30
El RPG-30 (en ruso: РПГ-30) es un lanzacohetes antitanque portátil de origen ruso.

## Historia
El RPG-30 fue presentado en el año 2008 por la Empresa de Investigación y Producción Estatal Bazalt como un lanzador de cohetes antitanque moderno diseñado para enfrentar la amenaza de blindajes reactivos y de sistemas de protección activa instalados en los tanques más modernos. Sistemas de protección activa (APS, del inglés: Active Protection Systems) tales como el ARENA-E, Drozd y Trophy destruyen las municiones antiblindaje antes de que estas alcancen su blanco, el RPG-30 se diseñó como una respuesta a la introducción de estos sistemas. El RPG-30 ha pasado su programa de desarrollo y está esperando ser incluido en el programa de compras de armas estatal ruso a noviembre de 2008.

## Descripción
El RPG-30 comparte un parecido cercano con el RPG-27 ya que es un lanzacohetes portátil y desechable con capacidad de un disparo. Sin embargo, a diferencia del RPG-27, existe un proyectil precursor de diámetro más pequeño en adición al proyectil principal. Este precursor actúa como un blanco falso engañando al sistema de protección activa para que lo ataque permitiendo así que el proyectil principal (que sigue al precursor después de un ligero retraso) puede pasar sin interferencia para impactar al blanco, mientras el APS está dentro de su ciclo de alistamiento, 0,2 - 0,4 segundos de retraso para poder iniciar su próximo ciclo de ataque. El PG-30 es el proyectil principal del RPG-30. Este está compuesto por una carga hueca en tándem de 105 mm con un peso de 10,3 kg y tiene un alcance de 200 m y una capacidad de penetración por sobre los 600 mm de RHA (después de penetrar una capa de ERA), 1.500 mm de concreto armado, 2.000 mm de albañilería y 3.700 mm de tierra.